# القرف (القبيطة)

تعديل مصدري - تعديل

القرف هي إحدى قرى عزلة كرش بمديرية القبيطة التابعة لمحافظة لحج، بلغ تعداد سكانها 171 نسمة حسب تعداد اليمن لعام 2004.